# Circuit d'ExCeL London
Le circuit d'ExCeL London est un circuit automobile temporaire empruntant le site d’exposition de ExCeL London. Il accueille l’ePrix de Londres comptant pour le championnat de Formule E FIA.

## Historique
Le ePrix de Londres 2020 est la troisième édition de l’épreuve et la première sur ce circuit, les deux premières s'étant tenues sur le circuit de Battersea Park en 2015 et 2016. L’ePrix aurait dû avoir initialement lieu en double manche le 25 et 26 juillet 2020, mais à cause de la pandémie de Covid-19, l’ePrix a été annulé.

## Description
Le tracé est composé de 22 virages et est long d‘environ 2,4 km.
Le circuit se situe sur un ancien dock et autour du centre des expositions et palais des congrès ExCeL London. Une particularité du tracé est qu’une partie de celui-ci passe dans la partie intérieure de l'ExCeL London, formant alors un circuit "extérieur-intérieur".